# Арминженер
Арминженер — сокращённое название должности «армейский инженер» и персональное воинское звание высшего начальствующего состава в Красной Армии. Выше коринженера, являлось высшим званием военно-технического состава РККА.
Введено Постановлением ЦИК СССР и СНК СССР от 22 сентября 1935 года «О введении персональных военных званий начальствующего состава РККА» взамен всех прежних званий военно-технического состава служебной категории К-14. Предназначалось для высших руководителей технических родов войск. В пограничных и внутренних войсках НКВД это звание было установлено приказом № 331 от 23 октября 1935 года и предназначалось для высшего руководства управлений ИТЛ и инженерно-технических подразделений центрального аппарата наркомата.
Звание арминженер никому не присваивалось.
По состоянию на 1935 год в РККА и были инженерные специалисты категории К-14, однако они все при переаттестации получили персональные звания с понижением на одну ступень. В марте 1940 года по проекту К.Е. Ворошилова предполагалось ввести звание генерал инженерной службы, однако в утверждённом И.В. Сталиным проекте постановления СНК от 11 апреля вместо него предусматривалось звание генерала 1-го ранга по конкретным родам войск: генерал 1-го ранга инженерных войск, генерал 1-го ранга технических войск и генерал 1-го ранга войск связи.
В результате звание было упразднено указом Президиума  Верховного совета СССР от 7 мая 1940 года «Об установлении воинских званий высшего командного состава Красной Армии», а вместо него введены звания генерал-полковника родов войск (инженерных, технических и войск связи), ставшее для них высшим до введения званий маршалов этих родов войск.
| Род войск                                       | Соответствующее звание/должность |
| В командном составе                             | В командном составе |
| ----------------------------------------------- | --- |
| в сухопутных и военно-воздушных силах РККА      | командарм 2-го ранга |
| Народный комиссариат внутренних дел СССР        | комиссар государственной безопасности 2-го ранга, введённое постановлением ЦИК и СНК СССР от 7 октября 1935 года (военнослужащие пограничных и внутренних войск НКВД имели воинские звания, принятые в РККА) |
| Военно-Морской Флот СССР                        | флагман флота 2-го ранга |
| ВВС ВМФ и береговая служба                      | командарм 2-го ранга |
| В начальствующем составе                        | |
| в военно-политическом составе всех родов войск  | армейский комиссар 2-го ранга |
| в военно-техническом составе ВМФ                | инженер-флагман флота |
| в военно-хозяйственном составе всех родов войск | арминтендант |
| в военно-медицинском составе всех родов войск   | армврач |
| в военно-ветеринарном составе всех родов войск  | армветврач |
| в военно-юридическом составе всех родов войск   | армвоенюрист |

## Знаки различия
Знаки различия — четыре красным ромба в петлицах.
Над ромбами была общая эмблема для военно-технического состава, представляющая собой изображение скрещенных золотых молотка и разводного ключа, введенная приказом НКО СССР от 10 марта 1936 года № 33.
Расцветка петлиц и окантовки была установлена Постановлением СНК СССР от 2 декабря 1935 г. № 2590 для технических войск - чёрный с синим кантом. 